# Ochrocera vaginalis
Ochrocera vaginalis là một loài ruồi trong họ Tachinidae.